# Renata Piernitzka
Renata Piernitzka, po mężu Szeib (ur. 30 lipca 1944 w Tczewie) – polska koszykarka, brązowa medalistka mistrzostw Europy (1968), medalistka mistrzostw Polski.

## Kariera sportowa
W latach 1963–1976 była zawodniczką Spójni Gdańsk, z którą wywalczyła wicemistrzostwo Polski w 1969 i 1970 oraz brązowe medale mistrzostw Polski w 1968 i 1974. W latach 1976–1980 występowała w barwach AZS Rzeszów (na szczeblu II ligi).
Z reprezentacją Polski seniorek zdobyła brązowy medal mistrzostw Europy w 1968, zagrała też na mistrzostwach Europy w 1970 (6 m.). Łącznie w I reprezentacji Polski wystąpiła w 126 spotkaniach.
Jest absolwentką Wyższej Szkoły Wychowania Fizycznego w Gdańsku (1976).
Jej synem jest koszykarz Maciej Szeib, reprezentant Polski kadetów i juniorów.